# J大道車站
J大道車站（英語：Avenue J station）是紐約地鐵BMT布萊頓線的一個慢車地鐵站，位於米德伍德介乎東15街及東16街之間的J大道，設有Q線（任何時候停站）列車服務。

## 車站結構
| 月台層 | 側式月台 | 側式月台                          |
| 月台層 | 北行慢車 | ← 往96街 (H大道)                  |
| 月台層 | 北行快車 | ← 不停靠                          |
| 月台層 | 南行快車 | → 不停靠 →                        |
| 月台層 | 南行慢車 | → 往康尼島-斯提威爾大道 (M大道) → |
| 月台層 | 側式月台 |                                   |
| G      | 街道層   | 出入口、閘機、MetroCard自動售票機 |

此車站位於地壘上，設有兩個側式月台和四條軌道。兩條中央軌道在平日B線快速列車營運時使用。

## 外部連結
- nycsubway.org—BMT Brighton Line: Avenue J
- Station Reporter — Q Train
- Art's Archives — Manhattan Beach Branch （页面存档备份，存于） （页面存档备份，存于） （页面存档备份，存于） （页面存档备份，存于） (Original photos of the Manhattan Terrace station, signal houses and track diagrams of the LIRR connection)
- The Subway Nut — Avenue J Pictures （页面存档备份，存于）
- Avenue J entrance from Google Maps Street View （页面存档备份，存于）
- Platforms from Google Maps Street View